# Dario Fo
Dario Fo (Sangiano, 1926. március 24. – Milánó, 2016. október 13.) olasz drámaíró, rendező, díszlet- és jelmeztervező, aki időnként zenét is írt darabjaihoz. 1997-ben irodalmi Nobel-díjat kapott.

## Élete
1926. március 24-én született Sangiano faluban, Lombardiában. Apja a vasútnál dolgozott, közben lelkes amatőr színész volt. A család gyakran költözködött az áthelyezések miatt. A mesélést anyai nagyapjától tanulta, aki halász volt, üvegfújó és mellesleg ismert mesemondó.
A második világháború alatt, 17 évesen ejtőernyősnek jelentkezett az Olasz Szociális Köztársaság haderejébe, amit a kényszernek tud be. Múltjának ezen epizódja számos kritikát váltott ki.
1940-ben a Milánói Egyetemen művészetet és építészetet tanult. 1950-ben felhagyott építészkarrierjével; rádiós és tévés munkába kezdett mint színész és szatíraszerző. 1954-ben feleségül vette Franca Rame színésznőt.
1955-ben Rómába költözött, 1956-ban megírta és előadta a Non si vive di solo pane (Nem csak kenyéren él az ember) című rádióműsort, amit élete egyik legnagyobb sikerének tartott.
1962-ben Fo és felesége, akik időközben megalapították a Compagnia Dario Fo nevű Dario Fo Társulatot, egy sor rövidebb tévés varietéprogramot készítettek a RAI-nak, de olyan gyakran találkoztak a  cenzúrával, hogy a tévét a színházra cserélték. Színházi munkásságát a szatíra jellemzi, és mindaz, ami ellentmond annak, amit Fo „polgári színháznak” nevez. Fo kilépett azonban a színház keretei közül is, és tereken, gyárakban és egyéb olyan helyeken lépett fel, ahol a közönség a társadalom alsóbb rétegeiből érkezett.

### A Buffó misztérium és a grammelot
1968-ban létrehozta a Nuova Scena színtársulatot azzal a céllal, hogy visszatérjen a színjátszás népies gyökereihez. Az előadásokat a legkülönbözőbb helyeken tartották.
1969-ben nagy sikerrel vitte színre a Buffó misztériumot; amelynek ő volt az egyetlen szereplője, és amely egy újragondolt középkori misztériumjáték grammelotban előadva, ami egy színházi nyelvezet, amely a Commedia dell'Arte világából származik, és amelyet hangok, ritmusok építenek fel, és intonációja egy valós nyelvre emlékeztet.
Az 1970-es években közeli kapcsolatba került a parlamenten kívüli szélsőbaloldallal. Ekkoriban alapította meg a La Comune mozgalmat az utcai színjátszás előmozdítása céljából.
1970-ben megszületett az Egy anarchista véletlen halála (Morte accidentale di un anarchico), amellyel Fo visszatért a politikai motívumokhoz. A darabot az anarchista Giuseppe Pinelli halála ihlette.

### A nyolcvanas-kilencvenes évek
Fo munkáinak legfontosabb jellemzői, hogy még a legtávolabbinak tűnő témákban is megtalálja az aktualitást, valamint általában az antiklerikalizmus. Ezt a kettőt ötvözi az 1989-es Il papa e la strega (A pápa és a boszorkány).

### A Nobel-díj után
1999-ben feleségével együtt megkapta a Wolverhamptoni Egyetem honoris causa doktori címét.
A Berlusconi-kormány hatalomra kerülésével munkái ismét politikai töltetet kaptak. Übü király és Abnormális kétfejű (L'Anomalo Bicefalo) című művei Berlusconiról szóló szatírák, amelyekben Fo személyesíti meg a kormányfőt, aki egy balesetet követő átmeneti amnézia után bevallja az igazságot kétes ügyeiről.
2005-ben megkapta a Sorbonne, majd 2006-ban a római La Sapienza Egyetem honoris causa doktori címét.
2011-ben részt vett egy kampányban, amely az afáziára hívta fel a figyelmet.
2012. március 24-én, a nyolcvanhatodik születésnapján megnyitotta a saját és felesége életét feldolgozó kiállítást a milánói királyi palotában.
Kilencvenévesen, egy milánói kórházban, tüdőelégtelenségben hunyt el.

## Színpadi munkái
Legfontosabb művei
- Il dito nell'occhio (1953)
- Sani da legare (1954)
- Non tutti i ladri vengono per nuocere (1958)
- Az arkangyalok nem játszanak flippert (1959)
- Aveva due pistole con gli occhi bianchi e neri (1960)
- Chi ruba un piede è fortunato in amore (1961)
- Izabella, három hajó és egy széltoló (1963)
- Settimo: ruba un po' meno (1964)
- La colpa è sempre del diavolo (1965)
- La signora è da buttare (1967)
- Grande pantomima con pupazzi grandi, piccoli e medi (1968)
- L'operaio conosce 300 parole, il padrone 1000: per questo è lui il padrone (1969)
- Buffó misztérium
- Egy anarchista véletlen halála (1970)
- Morte e resurrezione di un pupazzo (1971)
- Tutti uniti! Tutti insieme! Ma scusa quello non è il padrone? (1971)
- Il Fanfani rapito (1973)
- Nem fizetünk, nem fizetünk! (1974)
- Clacson, trombette e pernacchi (1981)
- Nyitott házasság (1983)
- Il papa e la strega (1989)
- Johan Padan a la descoverta de le Americhe (1991)
- Il diavolo con le zinne (1997)
- Lu Santo Jullare Françesco (1997)
- Marino libero, Marino è innocente (1998)
- Il paese dei mezarat (2002)
- L'anomalo Bicefalo (2003)
- Sotto paga! Non si paga! (2007)

## Művei

### Magyarul
- Dario Fo–Franca Rame: Nyitott házasság; ford. Romhányi Ágnes; Madách Színház, Bp., 1990 (Madách Színház műhelye)
- Dario Fo, a Nobel-díjas komédiás. Tőle, róla; szerk. Madarász Imre; Eötvös József Könyvkiadó, Bp., 1998 (Eötvös Klasszikusok)

### Olaszul
- Lanfranco Binni: Dario Fo, La Nuova Italia, 1977
- Paolo Puppa: Il teatro di Dario Fo, Marsilio, 1978
- Chiara Valentini: La storia di Dario Fo, Feltrinelli, 1997

### Angolul
- Tom Behan: Dario Fo. Revolutionary Theater, Pluto Press, 2000
- Joseph Farrell – Antonio Scuderi: Dario Fo. Stage, Text and Tradition, Southern Illinois University Press, 2000
- Joseph Farrell: Dario Fo & Franca Rame. Harlequins of the revolution, Methuen, 2001